# Referèndum sobre la Constitució de Guinea Equatorial de 2011
El referèndum sobre la Constitució de Guinea Equatorial de 2011 va tenir lloc el 13 de novembre de 2011. Va permetre el titular President Teodoro Obiang Nguema Mbasogo (en el poder des de 1979) governar almenys dos termes de set anys més, així com establir el càrrec de vicepresident, que es preveu que sigui atorgat al seu fill Teodorín Nguema Obiang en preparació per la successió dinàstica.

## Resultats
| Opció                            | Vots    | %     |
| -------------------------------- | ------- | ----- |
| A favor                          | 295.780 | 97,73 |
| En contra                        | 6.858   | 2,27  |
| Invàlids/en blanc                | 2.092   | 0,69  |
| Total                            | 304.730 | 100   |
| Font: African Elections Database |         |       |